# Bullpup

Bullpup-vapnet Steyr AUG.

Bullpup är ett gemensamt namn på eldhandvapen där mekanism och vapenmagasin sitter bakom avtryckaren, vanligtvis i vapnets kolv. Konstruktionens syfte är att tillåta längre pipa i relation till vapnet längd, eftersom mekanismen flyttas bakåt i vapnet och tar upp annars oanvänd längd. Detta tillåter smidigare vapenkonstruktioner som är kortare och lättare i vikt än traditionella utformningar med samma piplängd. 
Bullpup-vapen förekommer i flera olika försvarsmakter: Australien och Österrike använder bullpuppen Steyr AUG (F88 Austeyr/Sturmgewehr 77), Frankrike använder bullpuppen FAMAS, Storbritannien använder bullpuppen SA80 (L85), etc.

## Historik
Ett av de tidigaste bullpup-vapnen kom år 1901 då en brittisk vapensmed skapade Thorneycroft carbine. Den blev aldrig någon succé på grund av dålig ergonomi och hög rekyl. De följande decennierna togs olika varianter av bullpup-vapen fram men ingen godkändes för produktion. Närmast kom EM-2 som blev antagen av den brittiska armén en kort tid innan NATO-standarden tog över i Europa.
Inte förrän 1977 fick bullpup spridning då Steyr AUG kom och blev den österrikiska arméns standardvapen. Steyr AUG finns på flera platser i världen och har tillverkats i flera varianter. De följande åren kom även andra bullpup-vapen, såsom den franska FAMAS (1978) och brittiska L85 (1985).